# Крупець (Шепетівський район)
Кру́пець — село в Україні, центр Крупецької сільської громади Шепетівського району Хмельницької області. Розташоване за 5 км від міста Славута і за 8 км від залізничної станції Славута I. Через село проходить автошлях Н25 і залізниця Шепетівка — Здолбунів.

## Географія
Село розташоване на лівому березі річки Горинь.

## Версія походження назви
За версією під Крупцем діяло виробництво (смолярня). Неподалік випалювали навіть вапно. Печі будувалися круглі, кілька печей розміщувалось по колу, аби робітникові зручніше було справлятися з роботою. Навколо цих печей для працівників були житла. тобто поселення «круг печ» У вимові ці слова злилися. а «г» випало. За суто українською вимовою кінцевий склад вимовляють і пишуть м'яким знаком, а не як в російській і польській мовах.

## Історія
Перша згадка про село належить до 1386 року. Довгий час село належало Сангушкам.
У роки першої світової війни тут був прифронтовий військовий шпиталь. З фронту на переформування прибували улани та інші військові частини російської армії.
У 1906 році село Кривинської волості Острозького повіту Волинської губернії. Відстань від повітового міста 20 верст, від волості 8. Дворів 272, мешканців 1753.
7 (20) листопада 1917 року, відповідно до Третього Універсалу Української Центральної Ради, увійшло до складу Української Народної Республіки.
Старостою села обрали К. Л. Нікітчука. У роки УНР та директорії тут кілька разів зупинявся 57-й піший Гайсинський полк Армії УНР. У 1921 році розпочався тривалий період радянської окупації.
У 1929 році (березень-липень) були складені списки «куркульсько-заможних господарств» по селах Славутського району. В Крупці такими назвали 18 господарств. комуністичне керівництво розпочало насильну колективізацію, що стало однією з причин Голодомору 1932—1933 років.
Німецькі війська зайняли село через два тижні після початку війни. Над приміщенням клубу самовільно, без згоди нацистів, активісти національно-визвольного руху вивісили синьо-жовтий прапор. Охочим почали наділяти землю, роздали колгоспну худобу (коней, корів, свиней). Почала працювати українська школа, церква. Та скоро німці все це припинили, зобов'язали здати роздану худобу. У клубі розташувався німецький підрозділ, український прапор пошматували, поліцію із синьо-жовтими пов'язками заборонили.
Восени 1941 року в селі почала діяти підпільна група «За Україну» націоналістичного напряму під керівництвом уродженця Крупця Івана Олійника. Крупецька група мала понад два десятки членів. Серед членів групи були учасники Першої світової війни, офіцери армії, вчителі, серед них і комуністи. Інші комуністи Крупця з їх секретарем ніякого опору не організовували, і були розстріляні німецькими військами. Крупецька патріотична група пропагувала самостійність держави Україна, боротьбу за це з будь-якими окупантами і закликала будь-яким способом не підкорятися окупаційній владі. Організувала збір зброї і боєприпасів, медикаментів, перев'язувального матеріалу, одягу, взуття, німецького і мадярського обмундирування і інших речей для відправки їх до УПА. У будь-який спосіб група звільняла військовополонених, багатьох з них розміщали серед жителів Крупця, збирала розвіддані про окупаційні війська, їх рух по шосе і залізниці. Проводила диверсії проти окупантів. Перешкоджала набору молоді до Німеччини. У 1941 році підпільники села роззброїли охорону Стриганського млина і роздали 600 тонн борошна жителям навколишніх сіл. Взимку з 1941 на 1942 роки десятки чоловіків села мобілізували і погнали копати окопи за Дніпро. Та по дорозі всі були визволені. Група мала зв'язок з Києвом, Львовом, Рівним, Луцьком та іншими містами. Група ліквідована нацистами у 1943 році. Однією з причин ліквідації була провокація радянської партизанської групи Одухи, яка влітку 1943 року вбила сім'ю поліцая Чулія. Після чого почались масові репресії щодо членів націоналістичного підпілля. Довгий радянські структури і преса замовчували інформацію про групу, бо існувала і діяла вона без керівництва і зв'язків з НКВС, була керована націоналістом.
За бойові заслуги під час війни нагороджено орденами й медалями СРСР 120 осіб.
Станом на 1970 рік тут було дві школи — восьмирічна і сільської молоді, клуб, бібліотека, народний музей; працювали медичний пункт, взуттєва майстерня.
З 1991 у селі поновлено українську владу.

## Символіка
Затверджена 19 грудня 2013 р. рішенням № 1 XXXIX сесії сільської ради VI скликання.

### Герб
На золотому полі зелені ялина і дуб із чорними стовбурами, на лазуровій шиповидній базі пливе срібний лебідь. Щит розміщений на золотому картуші, верхня половина якого еклектична, нижня утворена з колосків, унизу якого на золотій стрічці чорними літерами напис «КРУПЕЦЬ». Щит увінчаний золотою сільською короною.
Два дерева — два підпорядковані сільраді села, Крупець і Стригани, що знаходяться в лісі, на березі заповідника «Голубе озеро».

### Прапор
Квадратне полотнище шиповидно розділене на дві рівновеликі горизонтальні частини — зелену і синю. На верхній частині два вертикальних жовтих колоска, на нижній до древка пливе білий лебідь.

## Корисні копалини
Пісок, глина, торф, дикий камінь.

## Промисловість
До 1917 року в селі діяли лісопильний цех, шкіропереробний цех (товарообіг менше 800 крб. на рік), ґуральня (власник — графиня Д. Красинська, товарообіг менше 1000 крб. на рік), 3 водяні млини.
У радянські часи в селі містилася центральна садиба колгоспу імені Калініна, що обробляла 1,7 тисяч га орної землі й вирощувала пшеницю, цикорій, виробляла м'ясо-молочну продукцію, займалася рибництвом.
На сьогодні основною продукцією села є зерно, зернобобові, пшениця, плоди кісточкові, ВРХ, Свині, Молоко, Деревоматеріали.
У селі розміщений Славутський солодовий завод.

## Археологічні знахідки
В околицях Крупця збереглися залишки поселення та кургани доби бронзи, а також поселення черняхівської культури.

## Відомі люди
- Валерій Гаязович Баталов (27 червня 1946 — 15 травня 2011) — народний депутат України 1-го скликання.
- Гуменюк Олександр Павлович (1979—2015) — молодший сержант Збройних сил України, учасник російсько-української війни[3].

## Населення
Згідно з переписом УРСР 1989 року чисельність наявного населення села становила 1692 особи, з яких 781 чоловік та 911 жінок.
За переписом населення України 2001 року в селі мешкало 1379 осіб.
| Населення                      | На 01.01.2008 р. | На 01.01.2009 р. |
| ------------------------------ | ---------------- | ---------------- |
| Загалом, чол.                  | 1311             | 1265             |
| Діти дошкільного віку          | 85               | 75               |
| Діти шкільного віку            | 198              | 198              |
| Громадяни пенсійного віку      | 415              | 413              |
| Щільність населення (осіб/км²) | 403,38           | 389,23           |

### Мова
Розподіл населення за рідною мовою за даними перепису 2001 року:
| Мова       | Відсоток |
| ---------- | -------- |
| українська | 97,40 %  |
| російська  | 2,38 %   |
| білоруська | 0,22 %   |

## Галерея

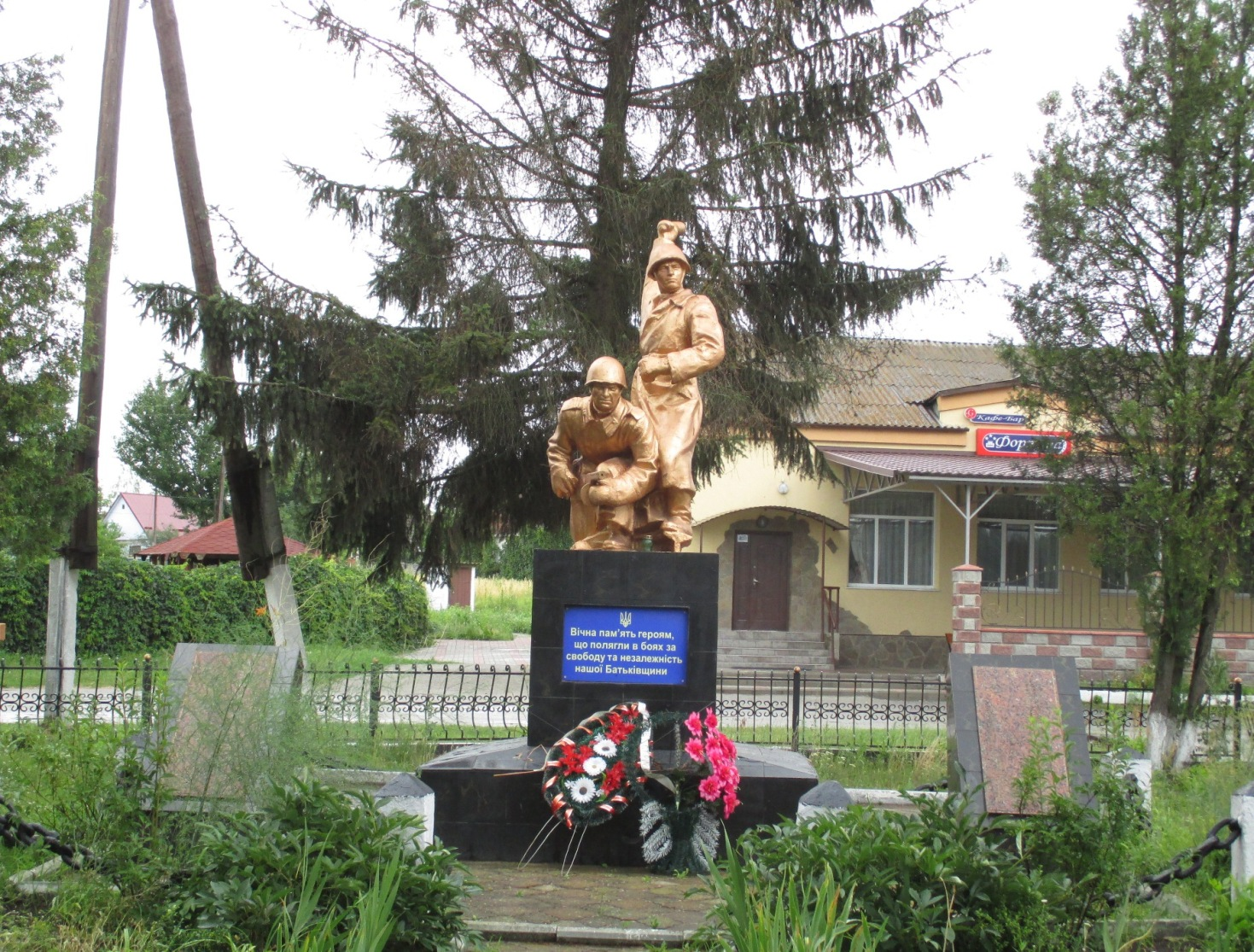
Пам'ятник загиблим воїнам односельчанам
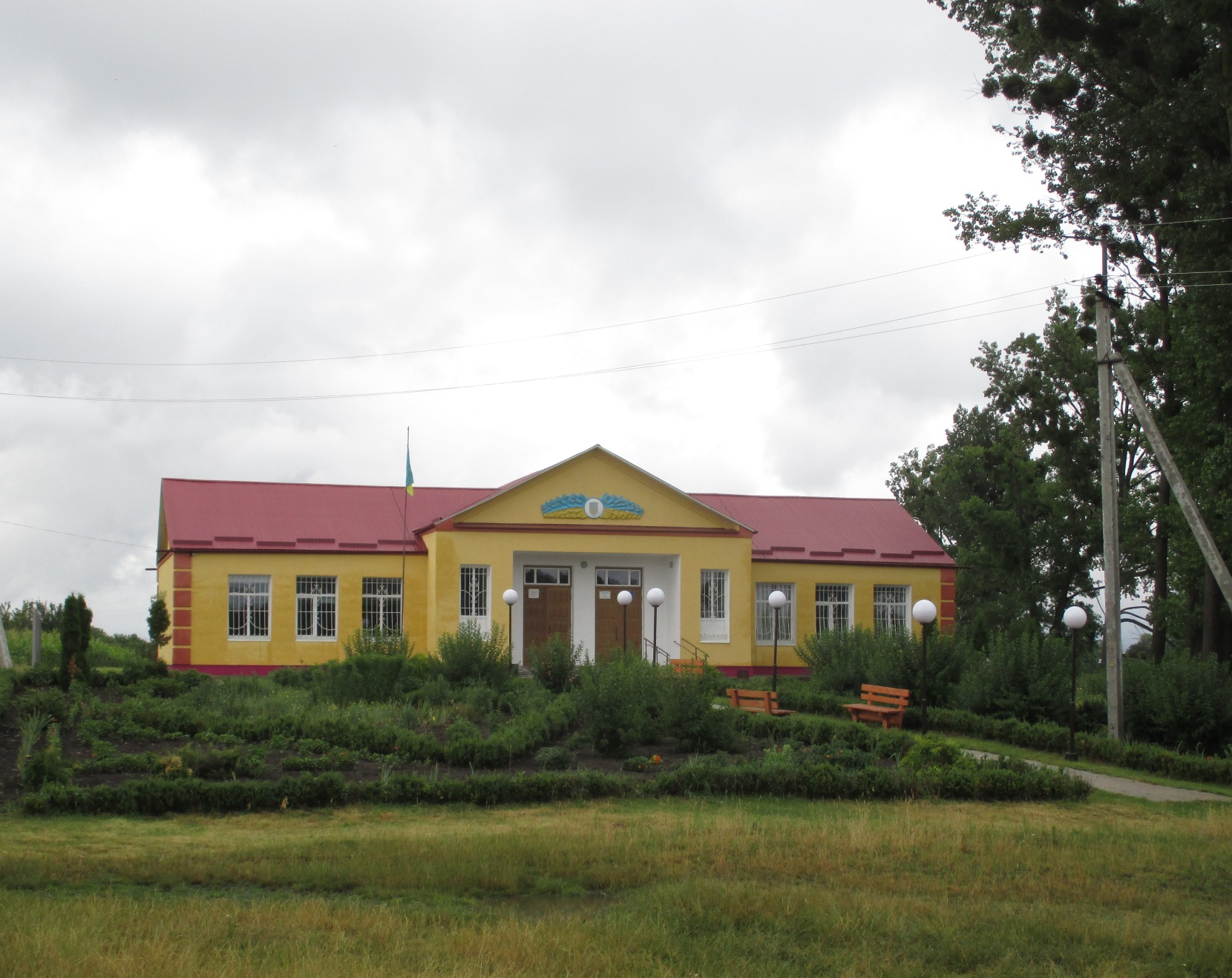
Сільський будинок культури
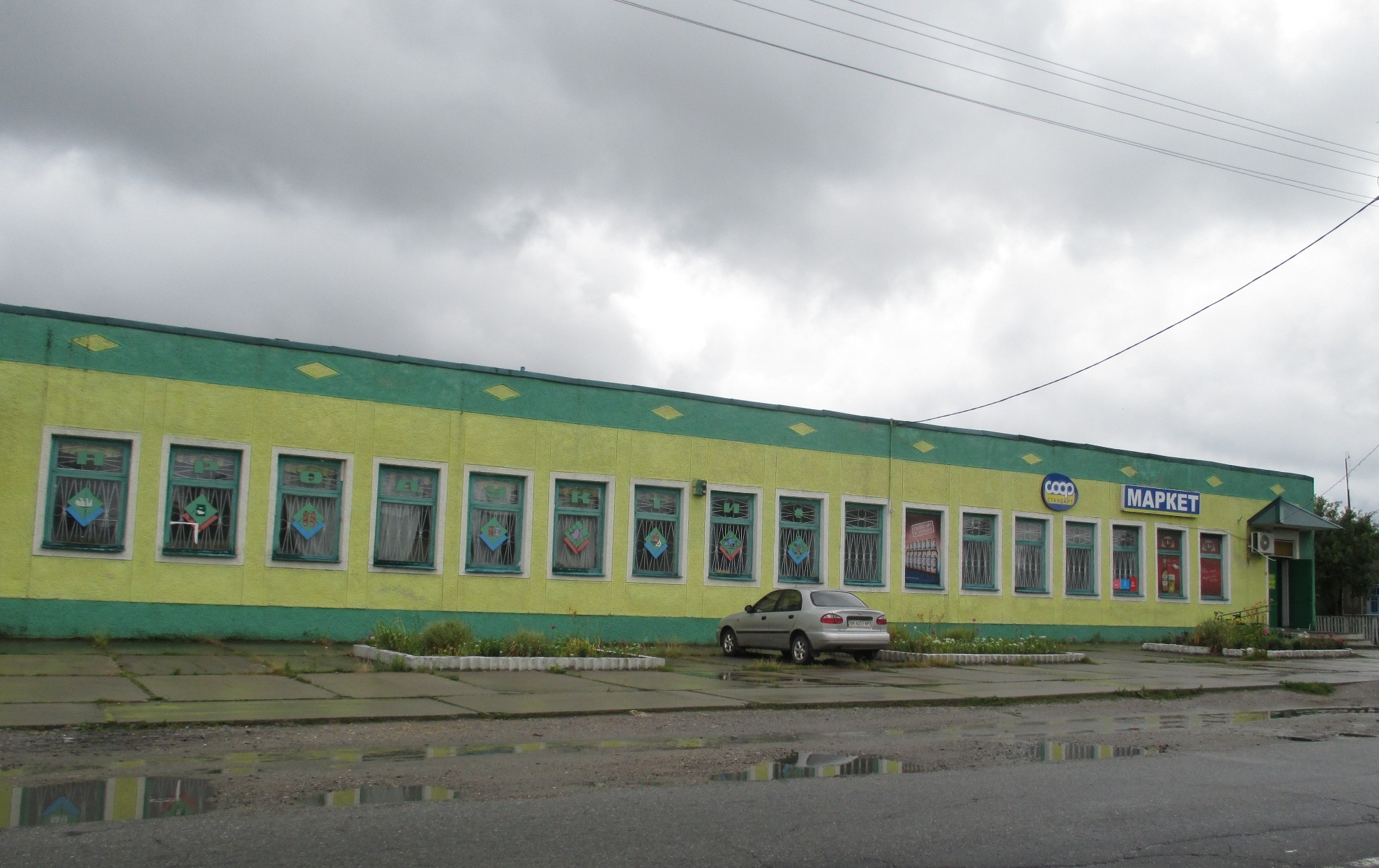
Сільський магазин
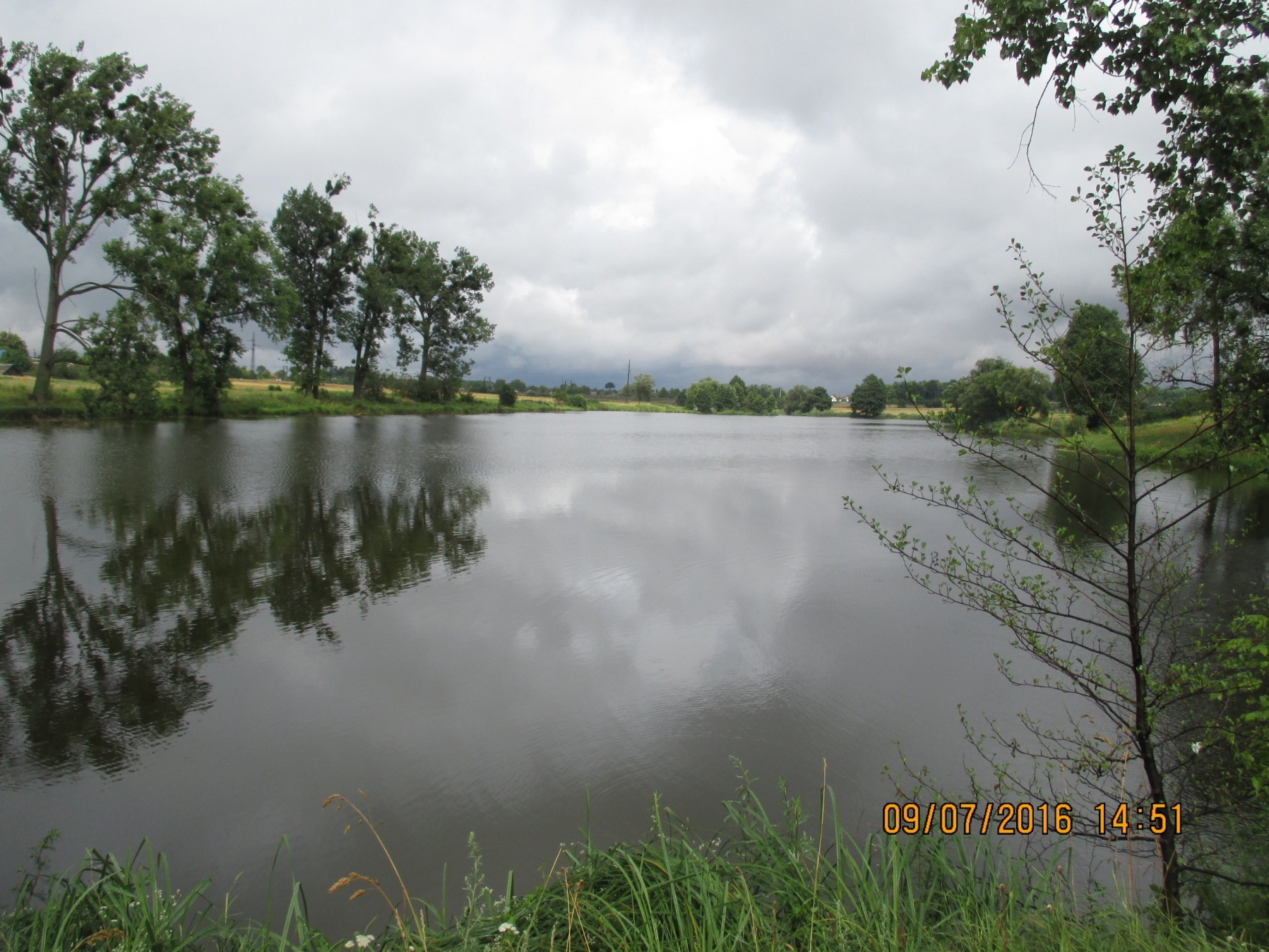
Сільський став
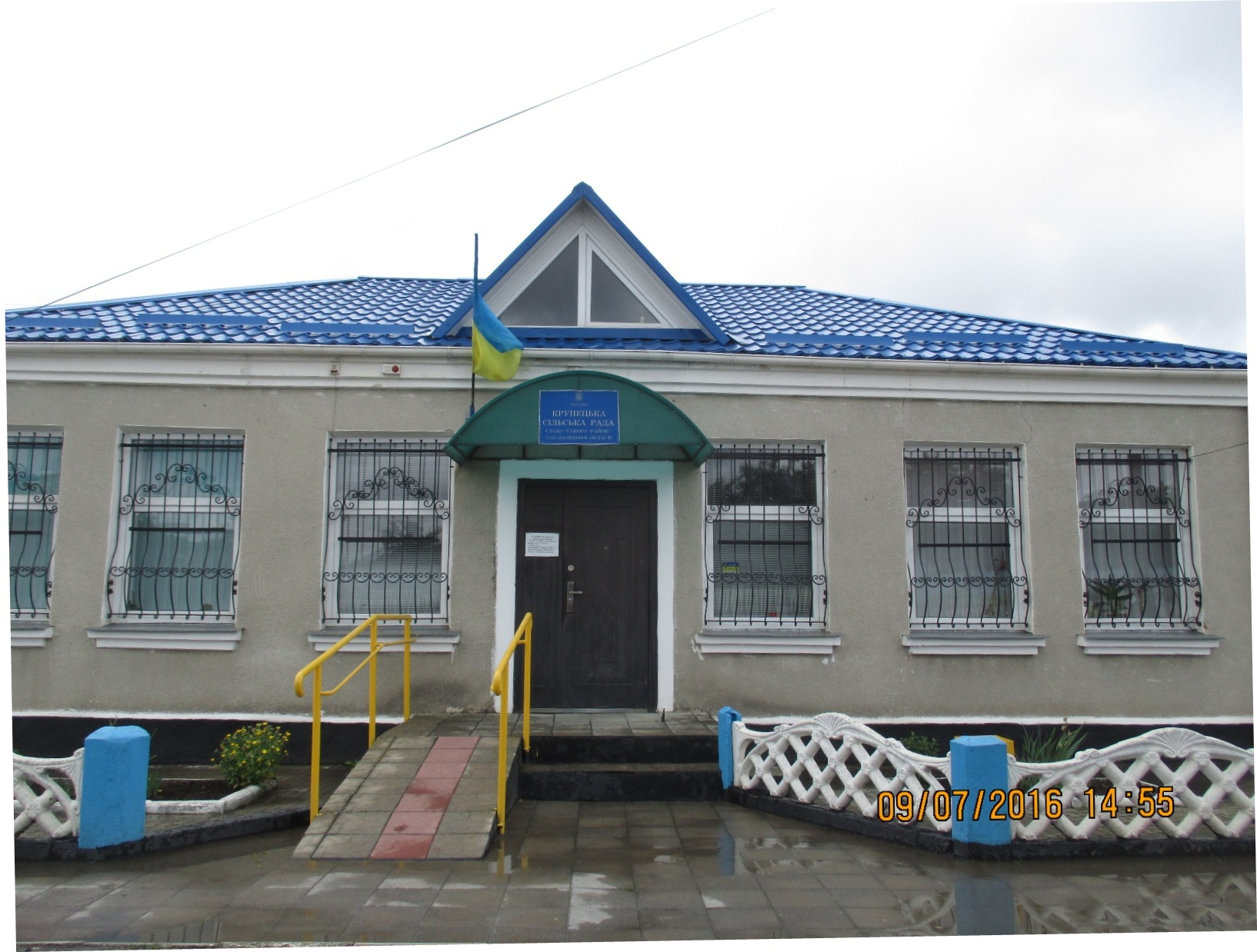
Сільрада
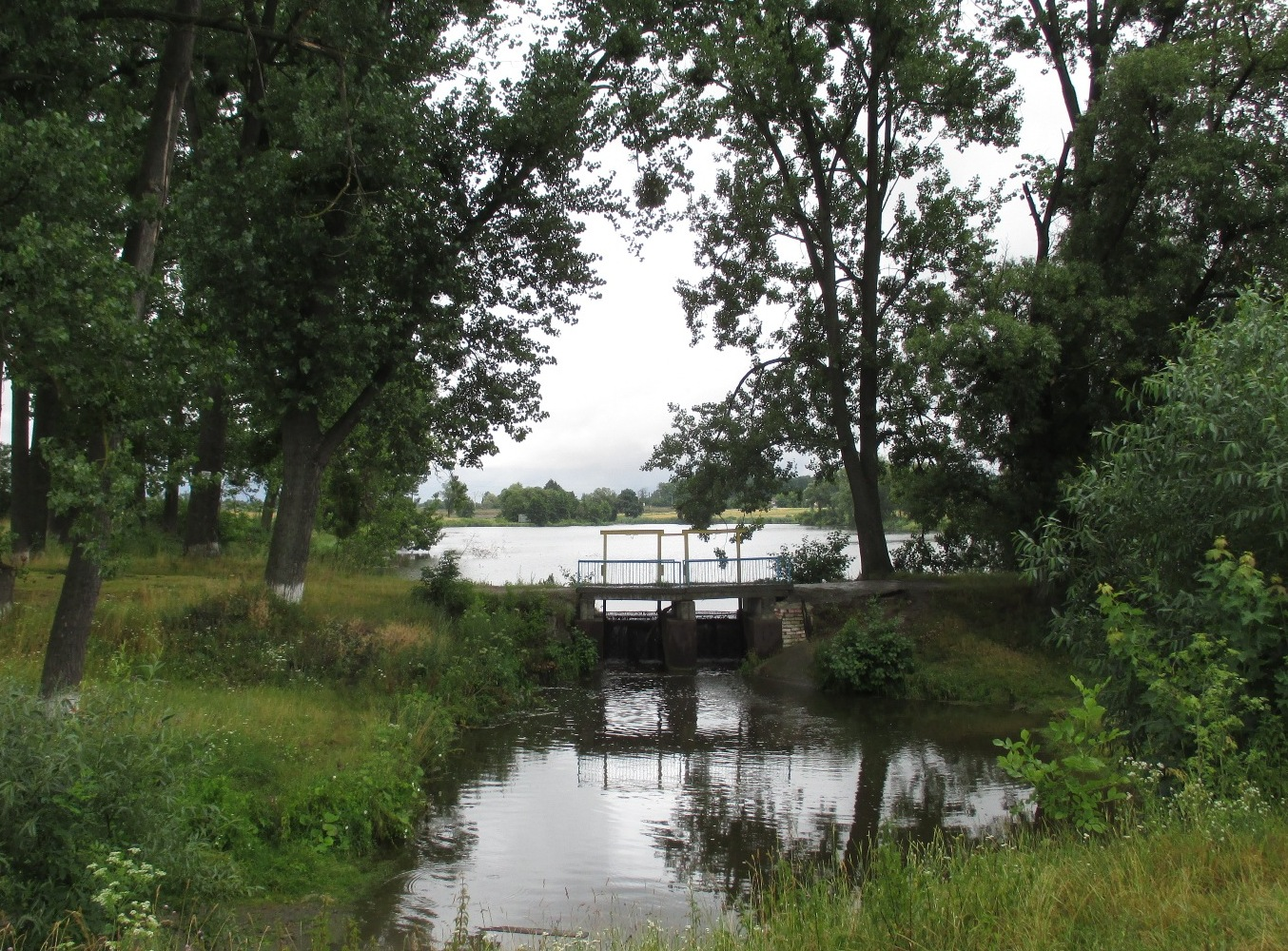
Дамба на ставку
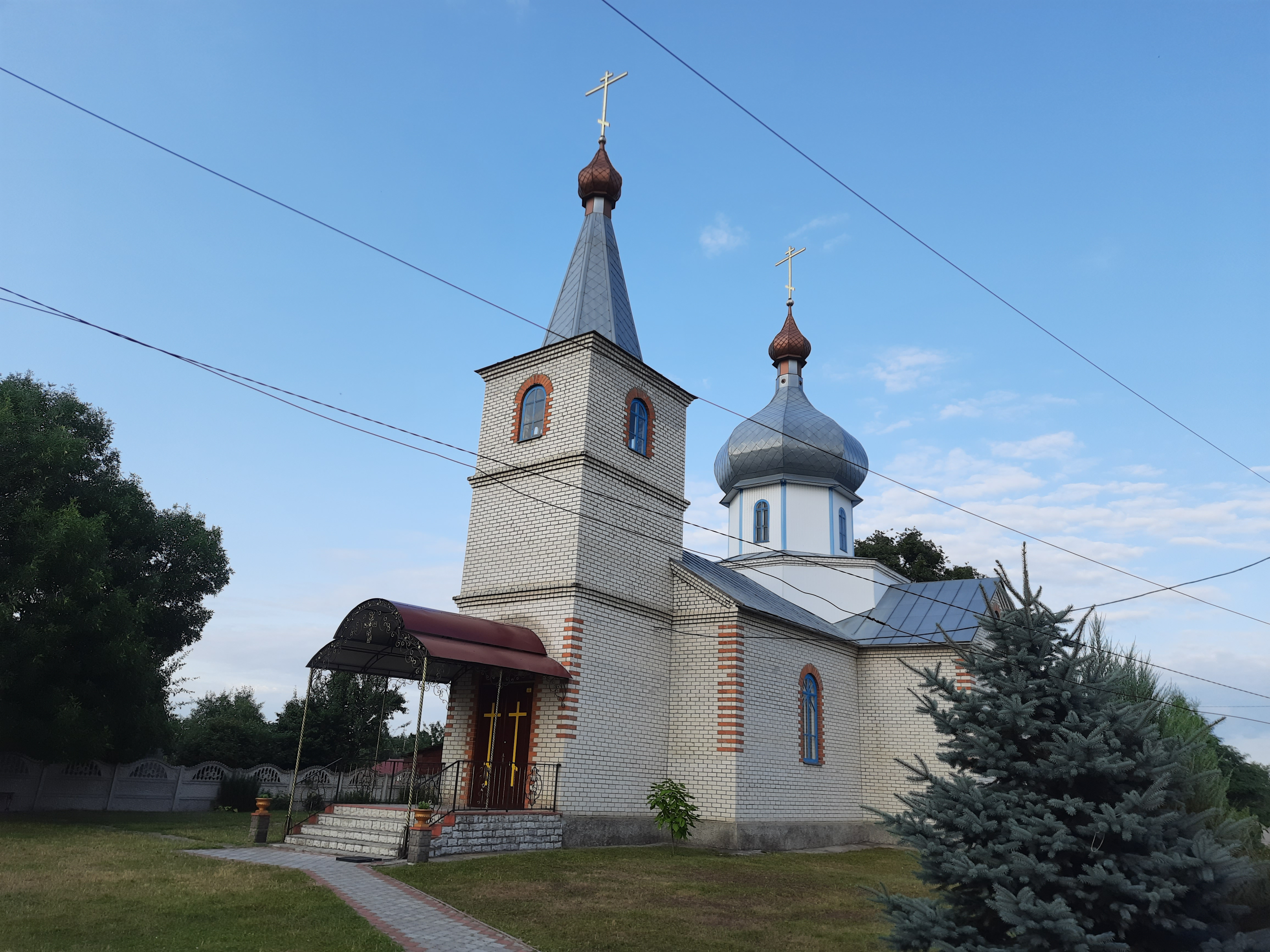
Церква Святої Марії Троєручиці
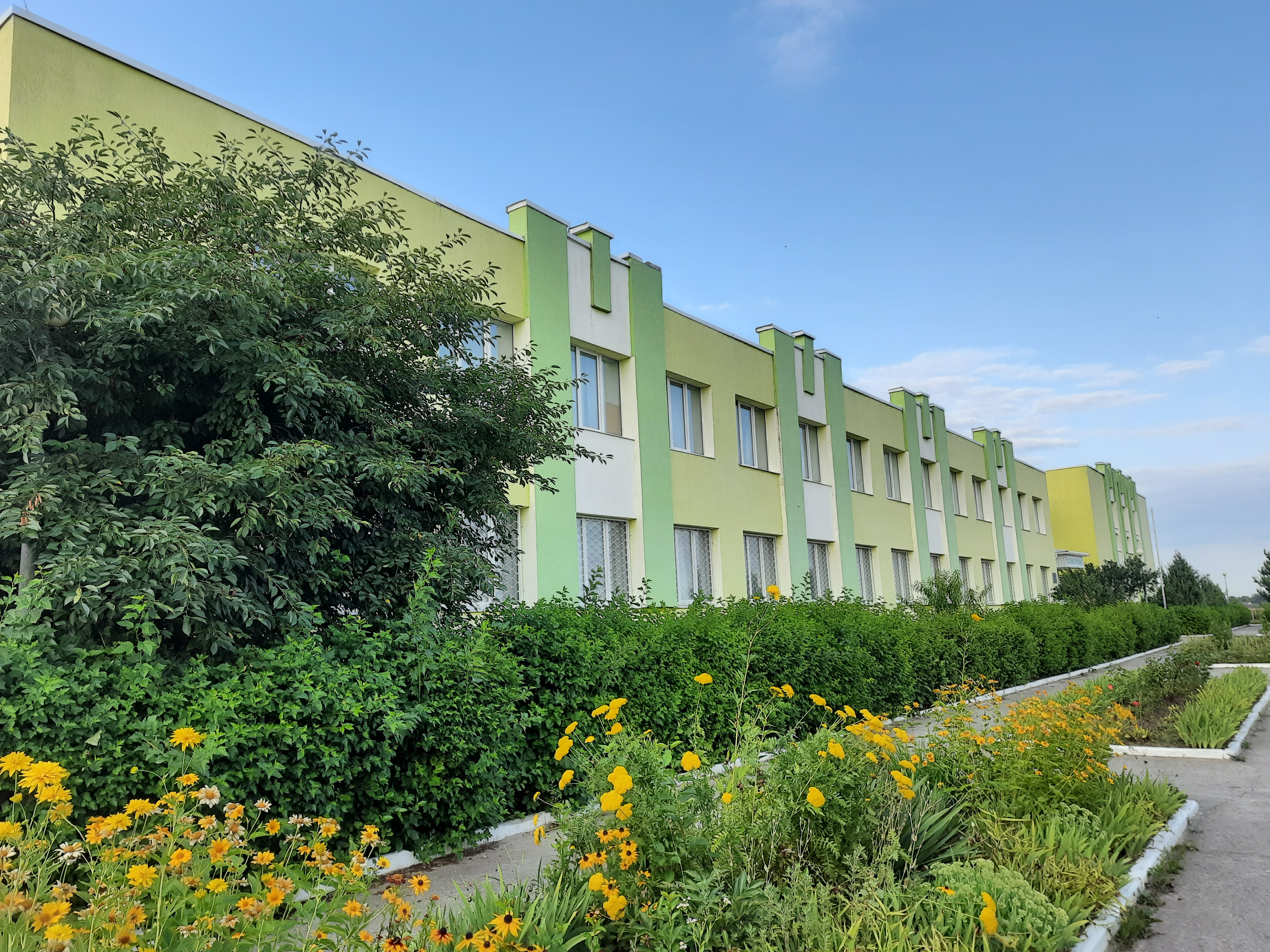
Школа
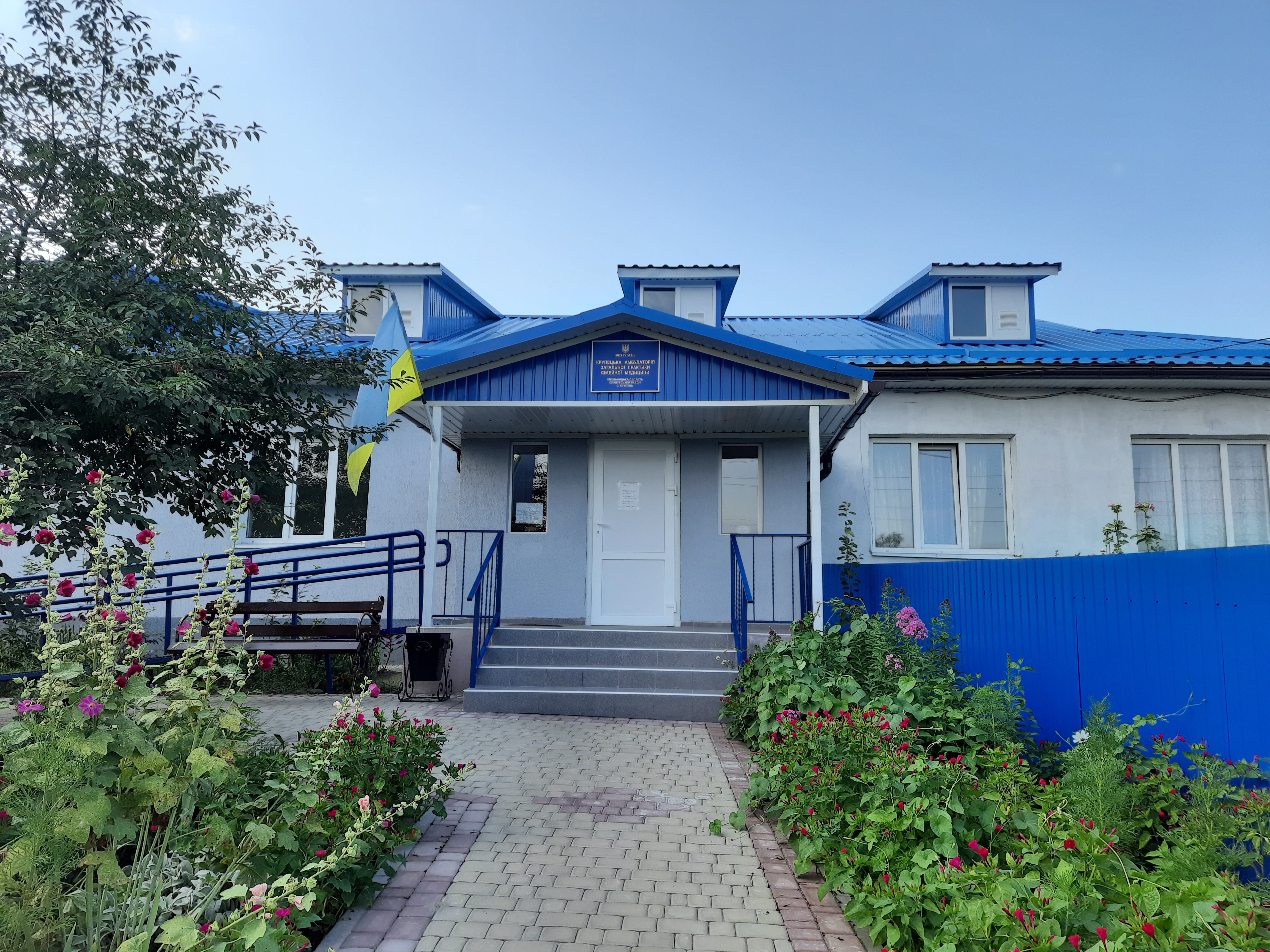
Амбулаторія
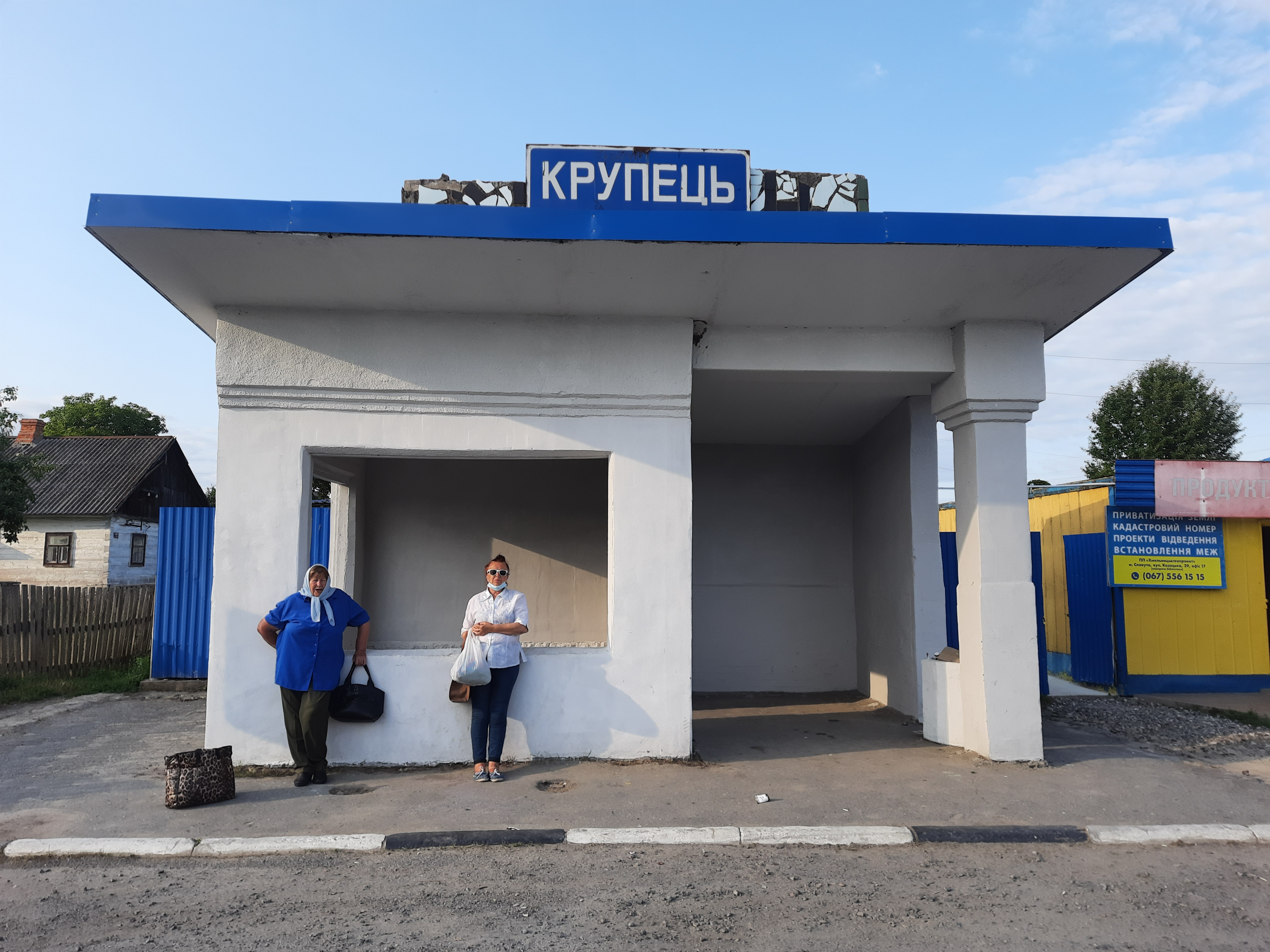
Автобусна зупинка